# Pic épeichette
Dryobates minor
Espèce
Statut de conservation UICN

 LC  : Préoccupation mineure
Le Pic épeichette (Dryobates minor, syn. Dendrocopos minor) est la plus petite des espèces de pics européens, avec une taille aux alentours de celle du moineau. Bien que non directement apparenté, il présente une ressemblance physique avec le pic épeiche, avec lequel il partage également de nombreuses habitudes, bien qu'il soit nettement plus petit.

## Morphologie
- Longueur : 14 - 15 cm
- Envergure : 25 - 27 cm
- Poids : 18 - 22 g

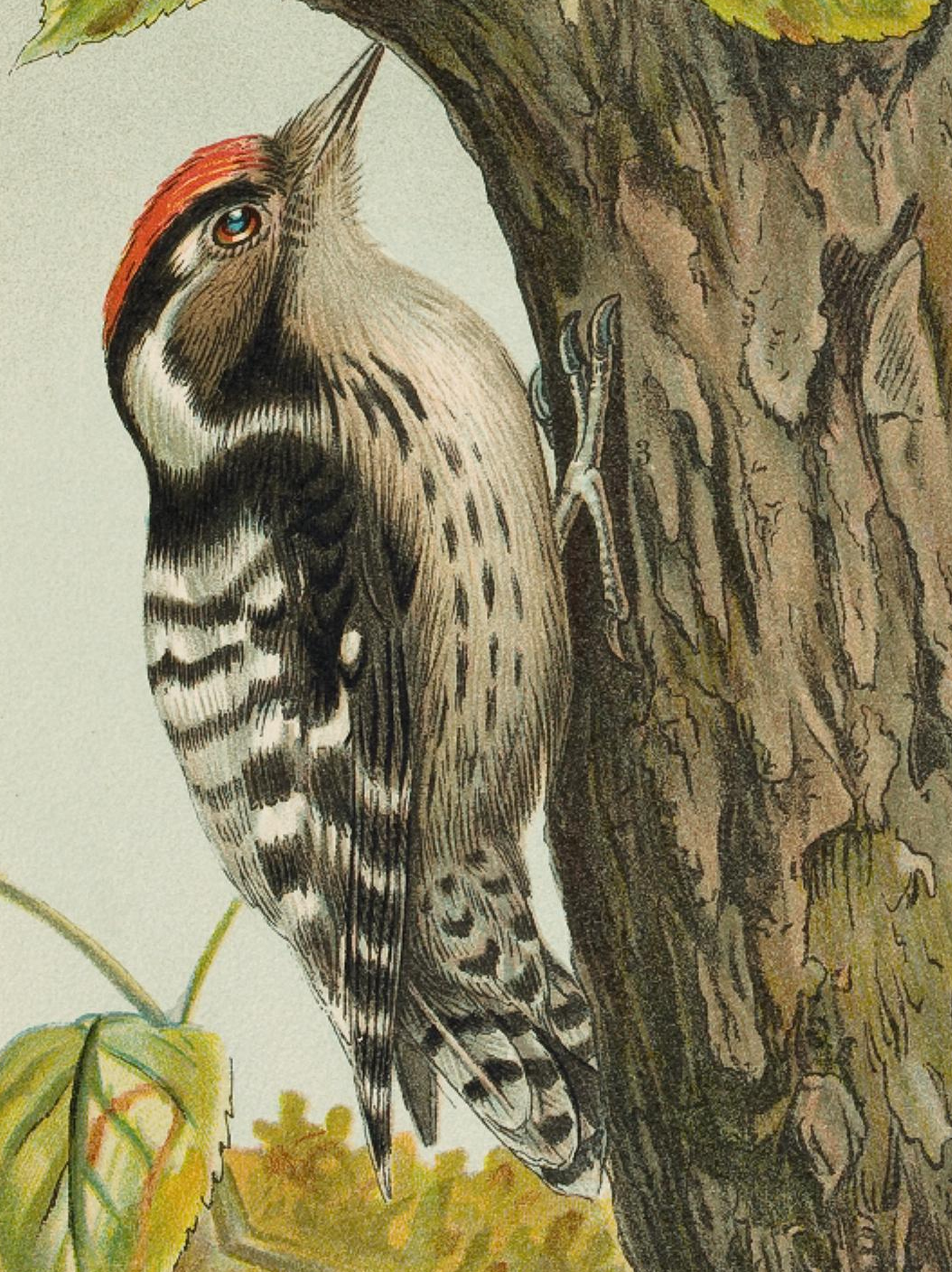
Male.
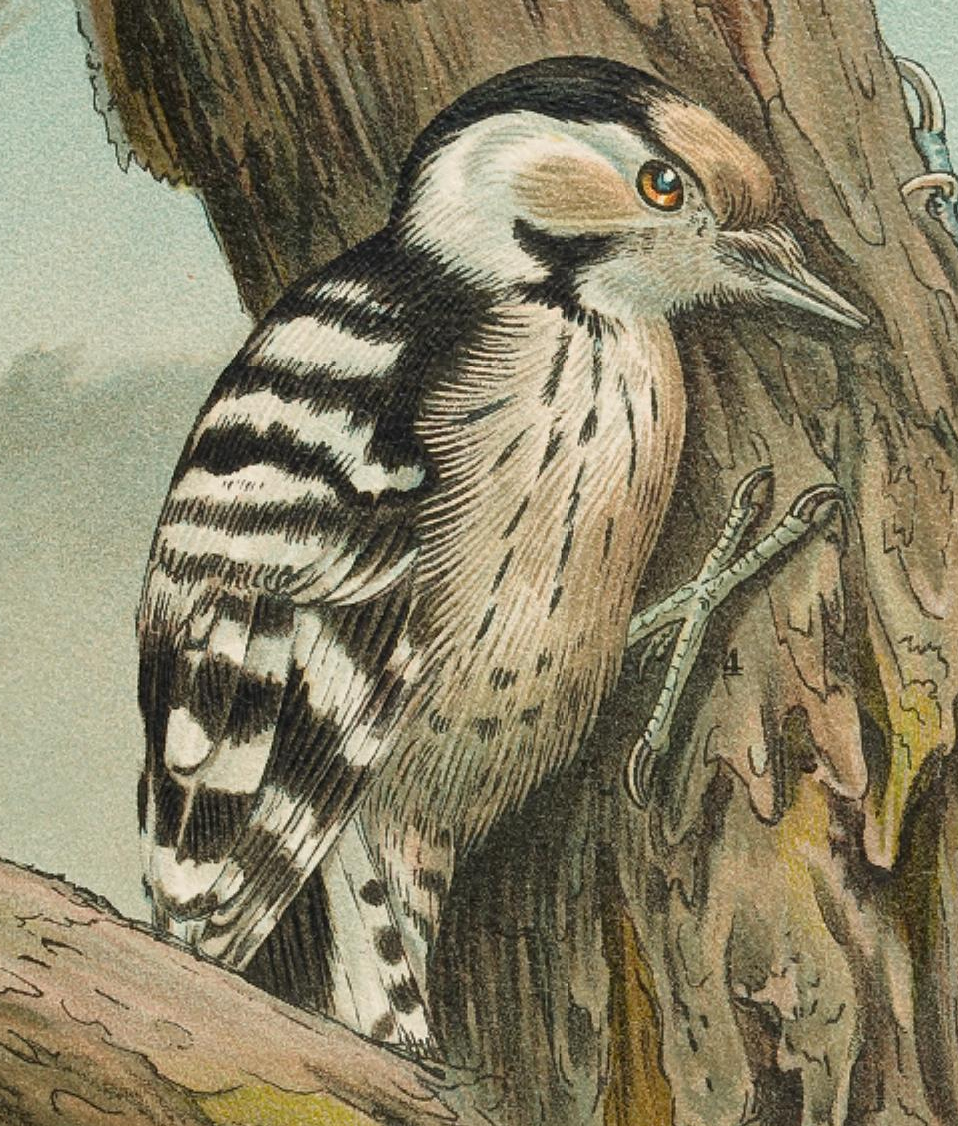
Femelle.

Le mâle arbore une calotte rouge qui le rend facilement reconnaissable ; celle de la femelle est blanche. Il possède un front marron, une bande blanche au-dessus de l'œil et une partant du bec jusqu'au cou. Sa nuque et le haut de son dos sont noirs, et le bas du dos strié de noir et blanc, tout comme ses ailes. Ses pattes et son bec sont gris.

## Comportement

### Alimentation
Le pic épeichette se nourrit d'insectes et de larves sous l'écorce ou les feuilles, sur les branches, parfois sur des végétaux ligneux, à faible hauteur.

### Reproduction

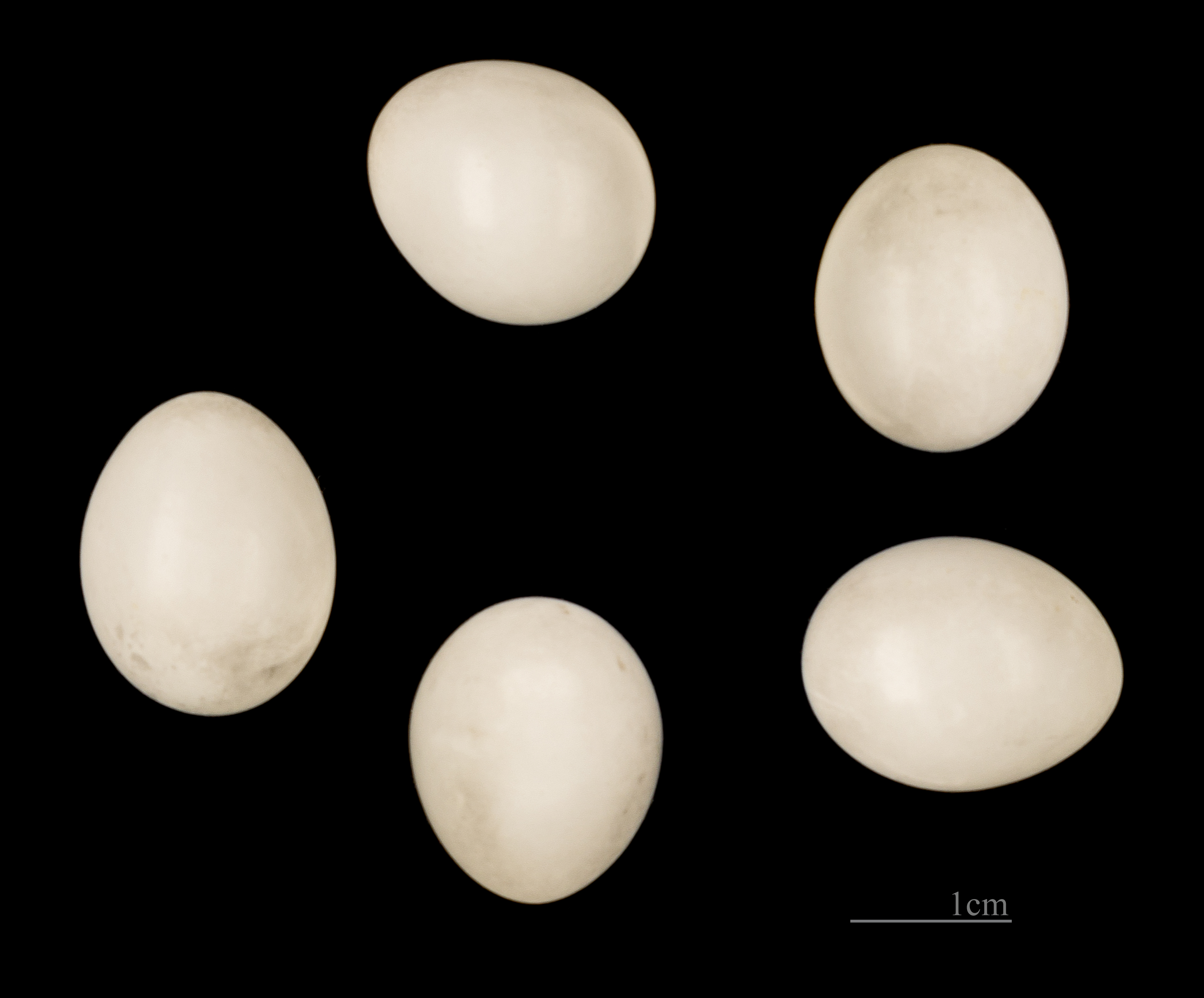
Œufs de Dryobates minor.

Il loge dans un arbre, de préférence mort et friable, car son petit bec est assez faible. Le trou d'entrée a un diamètre de 3 cm, où le pic pond de 4 à 6 œufs en une ponte de mai à juin.

## Répartition et habitat

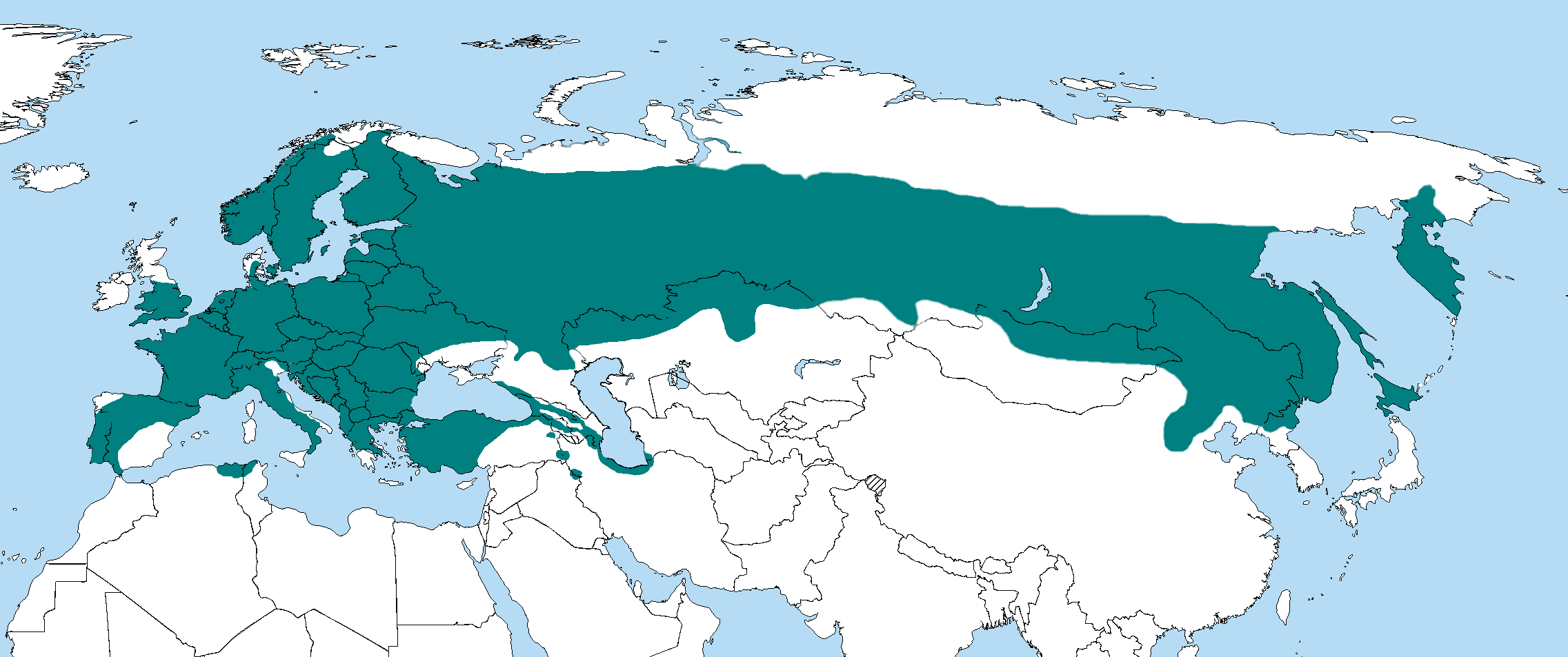
Répartition.

Le pic épeichette est répandu dans les bois, boqueteaux, peupleraies, parcs et grosses haies avec de vieux arbres. Sédentaire, on peut le trouver dans une bonne partie de l'Eurasie ; il ne migre pas mais peut être occasionnellement nomade.

## Systématique
L'espèce Dryobates minor a été décrite  par le naturaliste suédois Carl von Linné en 1758.

### Synonymie
- Picus minor Linné , 1758 Protonyme
- Picoides minor (Short, 1982)

## Le Pic épeichette et l'humain

### État des populations, pression et menaces
Comme tous les pics, le pic épeichette a sans doute beaucoup souffert au XXe siècle de la raréfaction des bois morts et arbres sénescents en forêt. La surveillance de la « Station ornithologique suisse » a  montré que la restauration de la quantité et qualité des bois morts et sénescents (suivi par l'Inventaire forestier national suisse) a permis une nette augmentation des populations reproductrices  des espèces forestières dépendante de plusieurs types de bois mort (Pic épeichette, mais aussi Pic épeiche, Pic noir, Pic mar, Pic vert, Pic tridactyle  ainsi que Mésange huppée, Mésange boréale et Grimpereau des bois)  de 1990 à 2008, dans une mesure variant selon ces espèces.

Le Pic à dos blanc a même fortement élargi son aire dans l’est de la Suisse.

Pour toutes les espèces suivies, hormis pour le pic vert et le pic mar, la disponibilité croissante en bois mort semble  être le facteur explicatif le plus important. Ces espèces consommant les insectes parasites des arbres, on peut supposer que la résilience écologique des forêts en sera améliorée,,,.